# 6964 Kunihiko
A 6964 Kunihiko (ideiglenes jelöléssel 1990 TL1) a Naprendszer kisbolygóövében található aszteroida. Endate Kin és Vatanabe Kazuró fedezte fel 1990. október 15-én.